# Manvel Gamburjan
Manvel Gamburjan (armeniska: Մանվել Գամբուրյան), även Manny Gamburjan, född 8 maj 1981 i Armenien, är en före detta MMA-utövare. Han tävlade i UFC från 2007 till 2016. Förutom UFC tävlade han även för WEC tidigare i sin karriär. Han är kusin med Karo Parisyan. 
Gamburyan förlorade mot Johnny Eduardo 19 november 2016 vid UFC Fight Night 100 via andra rondens TKO. Gamburyan tillkännagav att det var hans sista match efteråt.
Gamburjan kom alltid in i ringen till musik av System of a Down, vanligtvis till låten Toxicity, från albumet med samma namn.
Strax under två år efter att han dragit sig tillbaka gästade Gamburyan Ariel and the Bad Guy Show och avslöjade att han planerar att börja tävla igen någon gång under mitten av 2019.